# بارينغتون لافي
بارينغتون لافي (بالإنجليزية: Barrington Levy)‏ هو مغني وكاتب أغاني وموسيقي ومنتج أسطوانات جامايكي، ولد في 30 أبريل 1964 في كينغستون في جامايكا.

## وصلات خارجية
- الموقع الرسمي
- بارينغتون لافي على موقع IMDb (الإنجليزية)
- بارينغتون لافي على موقع ميوزك برينز (الإنجليزية)
- بارينغتون لافي على موقع إن إن دي بي (الإنجليزية)
- بارينغتون لافي على موقع أول ميوزيك (الإنجليزية)
- بارينغتون لافي على موقع ديسكوغز (الإنجليزية)